# Nerekhta
Nerekhta (en russe : Не́рехта) est une ville de l'oblast de Kostroma, en Russie, et le centre administratif du raïon de Nerekhta. Sa population s'élevait à 22 138 habitants en 2013.

## Géographie
Nerekhta est arrosée par la rivière Nerekhta et se trouve à 41 km au sud-ouest de Kostroma, à 56 km au nord-ouest d'Ivanovo, à 74 km au sud-est de Iaroslavl et à 262 km au nord-est de Moscou.

## Histoire
Un village du nom de Nerekhta est connu à cet emplacement depuis 1214, au bord de la rivière Nerekhta. La ville a conservé plusieurs églises bâties au XVIIe siècle. Depuis le XVIIIe siècle, c'est un centre de fabrication d'icônes. Nerekhta est aussi devenu un centre textile : la première usine textile de lin est ouverte en 1761. Nerekhta a le statut de ville depuis 1778. Elle est reliée par chemin de fer à Iaroslavl, Kostroma et Ivanovo.
Un Consulat Honoraire de Belgique fut créé en 2000 mais à la suite de débordements causés par un fonctionnaire du service culturel de l'Ambassade de France à Moscou, le maire de Nerekhta et le gouverneur de l'oblast ont décidé de mettre fin à tous les partenariats avec les états membres de l'UE.

## Population
Recensements (*) ou estimations de la population
| 1856  | 1897* | 1926* | 1939*  | 1959*  | 1970*  |
| ----- | ----- | ----- | ------ | ------ | ------ |
| 2 300 | 3 092 | 7 381 | 16 325 | 22 310 | 25 722 |

| 1979*  | 1989*  | 2002*  | 2010*  | 2012   | 2013   |
| ------ | ------ | ------ | ------ | ------ | ------ |
| 26 723 | 29 295 | 26 002 | 22 828 | 22 467 | 22 138 |